# Wilhelm Ellis
Wilhelm Michel Ellis (ur. 10 października 1926 w Willemstad, zm. 24 września 2003) – duchowny katolicki z Antyli Holenderskich, emerytowany biskup Willemstad od 2001 do śmierci.

## Życiorys
Święcenia kapłańskie otrzymał 24 października 1953 roku.

## Episkopat
7 sierpnia 1973 papież Paweł VI mianował go biskupem Willemstad. Sakry biskupiej udzielił mu 25 listopada 1973 ówczesny wikariusz apostolski Curaçao Joannes Maria Michael Holterman. W dniu 11 października 2001 papież Jan Paweł II przyjął jego rezygnację ze względu na wiek.